# 佐藤惇
佐藤 惇（さとう じゅん、1991年9月26日 - ）は日本のトレーサー、パルクール指導員、日本パルクール協会会長、パルクール専門会社SENDAI X TRAINの共同代表、TBS『SASUKE』の有力選手で、SASUKE新世代より若い世代の実力者を総称する「森本世代」の1人。

## 来歴
幼少期から身体を動かすことが好きで、集合写真の撮影時にひとりだけ木に登るような少年だった。中学生の時期に、パルクールの練習会に参加したことで、学校しかなかった生活から、仲間たちと過ごす時間が入り込んだ感じを味わう。
中高一貫の私立校に進学も、授業の進行の早さや課題の量に追われ、課題が終わらぬまま徹夜しては体調を崩し、学校を欠席してはその分の課題をこなす生活を繰り返していた。部活動は水泳部に所属していたが、試験の結果が芳しくなかったことで部活に出られない悪循環が続き、次第に睡眠障害を患う。中学3年時の夏前には、風邪の悪化で１週間入院生活を送り、秋には不登校状態に。この時期に佐藤が覚えている限りでは、2度自ら命を絶つ寸前までいったという。そんな最中、小学生の頃にテレビ『世界まる見え!テレビ特捜部』で放映されたパルクールのドキュメンタリー『ジャンプ・ロンドン』を思い出し、その中に登場する人物の身のこなしに感銘を受けパルクールを始める。学校の窮屈さと周囲からの重圧に潰れかけていた佐藤にとって、自由に体を動かすことの出来るパルクールは「自分が自分でいられる」唯一の存在であった。
中学卒業後は定時制の高校に進学し、在学中にパルクールの仲間と共にCM出演が決まる。
2007年、イギリスのパルクール団体「Parkour Generations」で代表を務める人物と出会い、これが佐藤のパルクール観を変え、独学や真似による派手な動きから、安全に身体を動かすために心身を鍛えることを理念に本質的なパルクールを始める。さらにパルクール発祥のフランスへ赴き、パルクールを創り出した集団『ヤマカシ』のメンバーらと共に練習を行う。
2008年、TBS『新SASUKE2008秋』第21回大会に予選会を勝ち上がって初出場。同大会は1st STAGEでリタイアを喫したが、翌年の第23回以降12大会続けて1stクリアの歴代最多記録を樹立（継続中）。
高校卒業後は、カメラの専門学校に入学したが、イギリスでパルクールの先達の話を聞き、中退してパルクールの指導者となることを決意。パルクールについてより深く学ぶために、パルクールの創始団体「YAMAKASI」に会いにフランスに赴いたり、パルクールの国際指導資格を取得するためにイギリスに赴いたりした。イギリスで日本人初のパルクールの国際指導員の資格を取得。アジアに3人しか存在しないパルクール国際指導員のうちの1人となり、現在は自らが共同代表を務めるパルクール指導専門の会社「SENDAI X TRAIN」でヘッドコーチを務めている。
2017年、日本テレビ『24時間テレビ』内の企画で、チームで1分間のトランポリンダンク回数44回を記録しギネス世界記録に認定される。同企画ではチームメイトとしてトランポリンパフォーマーの長崎峻侑や俳優の森渉らが参加した。
同年、テレビ番組『嵐にしやがれ』内のコーナー「THIS IS MJ」にパルクールのスペシャリストとして出演した。
2021年4月上旬、パルクールの練習中に右足のアキレス腱を断裂。年末開催の『SASUKE』に向けて懸命にリハビリも収録日までに間に合わず、第39回大会を欠場した。
2022年3月、乃木坂46の3期生で『SASUKE2021』第39回大会に出場した佐藤楓が『乃木坂46時間TV』内のコーナー「乃木坂電視台」でパルクールに挑戦する際に、指導員として登場した。

## 人物
パルクールを始めた当時はこの運動自体の知名度が低かったため、インターネットなどを用いて独学で技能を習得していった。そのうち、ネット上で知り合った仲間と見様見真似で練習を重ねた。映像撮影の現場で共演した創始メンバーからパルクールの心構えと目的を教わり、本格的にパルクールを志すようになる。
第21回から出場している『SASUKE』では、出場大会での連続1st STAGEクリアの個人記録を持つ（12回）。第32回 - 第38回、第40・41回間では歴代最多記録である9回連続の3rd STAGE進出記録を樹立した。更には、近年ではほぼ全ての大会で最速タイムを叩き出す等、抜群の安定感やスピードクリアを誇る。ステージ競技中やクリア後に見せるパフォーマンスにも定評があり、番組内での存在感や記録面においては事欠かない人物である。
「パルクール自体にはルールは存在しないが、周囲への配慮などのルールや個々人のモラルは重要視されるべきだ」と考えている。また『SASUKE』の放送内で「自分の周囲の状況を把握して、無理のない範囲で動くことを信条としています」と語っている。座右の銘は「あるものは使え、無いものは作れ」。

## エピソード
『SASUKE』第41回大会の1st STAGE・そり立つ壁で魅せた頂上を掴む直前に1回転するパフォーマンスは、練習では1回も成功していなかった。

## SASUKEでの戦歴

### 大会での戦歴

#### 第21回大会～第25回大会
第21回、開催に先駆けて行われた大予選会「SASUKEトライアル2008夏」を第5位で通過し初出場。同じ予選通過者の中では最年少の16歳(高校2年生)だった。1stステージの第2エリア・ロッググリップで最上段の浅い窪みで両手をグリップしてしまい、2段目で落下。予選会組では最も早いリタイアとなった（ダイジェスト、ゼッケン44）。
第22回は欠場。
第23回は予選会を1位で突破。本戦でも全体3位の好タイムで初めて1stをクリアしたが、2ndステージのサーモンラダー1段目でバーが脱線しリタイア（ダイジェスト、ゼッケン50）。
第24回は1stのロッググリップで肩を脱臼するも、直後に肩を戻しその後のエリアをハイペースで突破し1stをクリア。しかし、肩の怪我が影響し、2ndではまたしてもサーモンラダーでリタイア（ゼッケン78）。
第25回では競技順を抽選で決定するシステムの中、早い競技順となるもリニューアル後初の1stクリア者となった。2ndではサーモンラダーがダブルサーモンラダーへと進化するも、徹底したサーモンラダー対策を講じてきたことにより突破したが、続くアンステーブルブリッジでリタイア（ゼッケン18）。

#### 第26回大会～第31回大会
第26回から第31回は出場していない（このうち第29回は予選落ち）。

#### 第32回大会〜第34回大会
6年ぶりの出場となった第32回は大リニューアルが施され、クリアも少ない状況にあった1stをブランクを感じさせずに15.17秒残しと余裕の攻略。その勢いのまま自身初となる2ndクリアを達成。同大会では日本人選手最優秀成績となる3rdステージでは、ウルトラクレイジークリフハンガーでリタイア（ダイジェスト、ゼッケン76）。敗因は一つ前の新エリアサイドワインダーR・改で時間を使いすぎたことだと佐藤は分析している。
第33回は自身初となる81番以降のゼッケンとなり、1stを32.06秒残しの最速タイムで通過。1stタイファイターの着地では前転を決め、クリア後にもパフォーマンスを見せて会場は大いに沸いた。続く2ndも余裕で突破するも、前回クリアした3rdフライングバーでリタイア（ゼッケン97）。
第34回は1stのフィッシュボーンで迷いを見せ、20秒程のタイムロスを喫してしまうが、後半の追い上げにより、26.58秒の好タイムを残して1stを通過。また、そり立つ壁を突破した直後の段差でパフォーマンスを見せ、会場を盛り上げる場面もあった。2ndではどの種目も悠々とこなし、20.52残しの最速タイムで通過。夜遅くまで収録が及んだため観客は少なかったが会場は大いに沸いた。3rdでは前回落下したフライングバーも余裕でこなしウルトラクレイジークリフハンガーまで行くも、1→2本目で落下してしまい自己最高記録を更新することはできなかった。放送時は全てダイジェストで放送された（ゼッケン96）。

#### 第35回大会
第35回では、多くの実力者が苦戦する新エリアの1stドラゴングライダーで、1本目のバーを両手順手で掴むミスを犯すも難なく攻略し、圧巻のパフォーマンスを見せつけ20.39秒残しの最速タイムで突破。オールスターズの山本進悟は「こんな簡単なんですね」、新世代の長崎峻侑は「あんな余るの?」、そして実況のTBSアナウンサー・駒田健吾までもが「まさに異次元だ!」と驚いていた。2ndも無難に突破し、4大会連続の3rd進出を決める。3rdに新設されたプラネットブリッジ初の攻略者となるも、時間をかけすぎた事による疲労か前回同様ウルトラクレイジークリフハンガーの1本目→2本目の飛び移りで左手が外れ落下（ゼッケン97）。

#### 第36回大会
第36回は、佐藤の挑戦順までに10人のクリア者が出ている中で、それまでの最速タイム（ゼッケン93 山本桂太朗の12.01秒残し）を大幅に更新する23.39秒残しでの1stクリアを達成し、実況のTBSアナウンサー・杉山真也も「半端ないって!」と感嘆を述べるパフォーマンスを見せた。2ndも圧巻のスピードで、19.55秒を残し最速タイムを記録（ダイジェスト）。5大会連続の挑戦となった3rdでは、フライングバーでスタート地点に敷かれていたタオルが皿にかかってしまうアクシデントが起きるも、その場の判断でタオルを蹴り飛ばし難なく突破。前回苦戦したプラネットブリッジも素早い攻略を見せ、ウルトラクレイジークリフハンガーまで到達。過去3度のリタイア経験のある、1回目の飛び移りを初攻略するも、2回目の飛び移りでタイミングがずれ、そのまま掴み切れずに落下。挑戦後のインタビューでは「すごく楽しかったです。今までSASUKEをやってきた中で、(ウルトラクレイジークリフハンガーの)1本目を掴んだ時のその達成感は、他の何にも代えられないような、今そんな経験でした」と、自らにとっての高い壁を越えた喜びを語った（ゼッケン96）。

#### 第37回大会
第37回は佐藤の挑戦前に7人がクリアを果たしている状況で、それまでの最速記録（ゼッケン47 山本良幸の9.44秒残し）を10秒以上更新する20.21秒残しで唯一警告音聞くことなく圧倒的な最速タイムで1stを攻略。2ndも全体2位の好タイムで突破（ダイジェスト）し、竹田敏浩、奥山義行、ドリュー・ドレッシェル以来4人目となる6大会連続の3rdステージ進出を成し遂げる。前回同様前半の3エリアを手早くクリアし、クリフハンガーディメンションに到達。2本目への飛び移りは突破したが、前回リタイアした3本目への飛び移りに僅かに耐え切れず再び落下。クリフハンガー系列エリアでの5回目のリタイアとなった（ゼッケン94）。また、今回の1stステージ突破により、歴代最多記録となる出場した大会での9回連続1st STAGEクリアを達成した。

#### 第38回大会
第38回は佐藤の1st挑戦直前時点での暫定最速記録が、19.32秒残し(ゼッケン50の伊佐嘉矩が記録)であった中で、VTRで語っていた「正確にやる事で動きの無駄が省けスピードが上がります」の言葉通り、30.66秒残しの圧倒的な最速タイムを叩き出し1stを突破。1stで2大会連続でクリアタイム2位の選手と10秒以上の差をつけての最速タイムは初。2ndではステージの難化により、佐藤の挑戦前の選手が6人連続でリタイアの状況で、各所を慎重に攻め制限時間を多く使う形で手堅くクリアし、竹田敏浩と並んで歴代最多記録タイとなる7大会連続3rd STAGE進出となった。3rdでは、前回新設されたクリフハンガーディメンションが初稼働を果たした中での挑戦となった。上下動している2本目への跳び移りは難なく突破するも、前後動している3本目への移行タイミングが合わず、ぶら下がったまま立ち往生。タイミングを合わせ跳び移った際に指は掛かるも、立ち往生の際に力を使い果たした影響で、前回同様身体を残し切る事が出来ず落下（ゼッケン94）。これにより、7大会連続の3rd STAGEリタイア。また、クリフハンガー系列エリアに6回目となるリタイアを喫す形となった。

#### 第39回大会
大会開催年の4月、パルクールの練習中に右足のアキレス腱を断裂。出場に向けて懸命なリハビリに打ち込むも間に合わず、今大会は出場を辞退したが、緑山には駆け付けていた。

#### 第40回大会
佐藤初の記念大会。1回分のブランクがあったが、1stは35.91秒残しでクリア。最速タイムは梶原颯に譲る形となったが、自身の持つ歴代最多記録を更新する形となる11回連続1st STAGEクリアとなった。 2ndも10.95秒残しで難なく突破、8回連続3rd STAGE進出を果たす。3rdで初挑戦の回転するサイドワインダーやスイングエッジは攻略するが、クリフディメンションの1回目の飛び移りに指がかかったが右手が外れ落下しリタイア（ゼッケン3972、全ステージダイジェスト及びParaviオリジナル版）。今大会のリタイアについては、近年の中では、比較的早い競技順であった事が災いし、自身の競技順までにウォーミングアップを充分に行えなかった結果、早い段階で筋肉に疲労が溜まった事がリタイアの要因としている。これにより6回連続通算7回目のクリフハンガー系列エリアでのリタイアとなった。全ステージダイジェストにはなったが、公式動画で完全版が公開された。

#### 第41回大会
1stでは、クワッドステップスで1枚目と3枚目で回転しながら板を渡り、フィッシュボーンでは、4 - 6本目の足場を両足ジャンプで移動し対岸の上にあった鉄骨を掴んでクリア、最終エリアのそり立つ壁では1回転して片手で頂上に手を掛けるなど唯一無二のパフォーマンスを随所で挟み込んで、31.73秒残しでクリア（出場12大会連続、歴代最多記録）。そのパフォーマンスはTBSアナウンサー・杉山真也に「一人だけ別班の動き」と実況されるほどであった。2ndではスパイダーランからスパイダードロップのアクリルに一切触れずに飛び移るという荒業を見せて12.17秒残しでクリア（出場9大会連続、歴代最多記録）。3rdでは再びクリフディメンションに到達。前回リタイアした1回目の飛び移りに成功したが、2回目の突起への飛び移りで落下した（ゼッケン76）。これで佐藤は7大会連続8回目のクリフハンガー系列エリアでのリタイアとなった。3rdはダイジェストだったが、公式動画で完全版が公開された。

#### 第42回大会
1stはフィッシュボーンの2〜6本目の足場を両足ジャンプで移動するパフォーマンスを披露。30秒程時間を残して到達したそり立つ壁では前回同様に1回転ジャンプを試みるが2度失敗。残り時間を鑑みてオリヴィア・ヴィヴィアンを彷彿とさせるバックフリップパフォーマンスに切り替えて4秒62残しでクリア（出場13大会連続、歴代最多記録）。しかし、佐藤がSASUKEに本格的に復帰した第32回大会以降では初めて、警告音を鳴らしての1stステージクリアとなった。雨の中で挑んだ2ndでは過去の大会同様にローリングログにて片足を外して回転させる方法を取っていたが、雨による影響があったのか、中腹で回転を止めてしまい修正に苦戦。再び回転し始めたタイミングでバランスを崩し、体が離れ落水（ゼッケン75）。2ndステージリタイアは第25回大会以来で、連続3rd進出記録は9で止まった。

### 大会別成績
| 大会       | ゼッケン | STAGE | 記録                             | 備考              |
| ---------- | -------- | ----- | -------------------------------- | ----------------- |
| 第21回大会 | 44       | 1st   | ロッググリップ                   | 2段目             |
| 第23回大会 | 50       | 2nd   | サーモンラダー                   | 1→2段目、バー脱線 |
| 第24回大会 | 78       | 2nd   | サーモンラダー                   | 3→4段目           |
| 第25回大会 | 18       | 2nd   | アンステーブルブリッジ           | 1→2枚目、移り失敗 |
| 第32回大会 | 76       | 3rd   | ウルトラクレイジークリフハンガー | 1→2本目           |
| 第33回大会 | 97       | 3rd   | フライングバー                   | 1→2皿目           |
| 第34回大会 | 96       | 3rd   | ウルトラクレイジークリフハンガー | 1→2本目           |
| 第35回大会 | 97       | 3rd   | ウルトラクレイジークリフハンガー | 1→2本目           |
| 第36回大会 | 96       | 3rd   | ウルトラクレイジークリフハンガー | 2→3本目           |
| 第37回大会 | 94       | 3rd   | クリフハンガーディメンション     | 2→3本目           |
| 第38回大会 | 94       | 3rd   | クリフハンガーディメンション     | 2→3本目           |
| 第40回大会 | 3972     | 3rd   | クリフディメンション             | 1→2本目           |
| 第41回大会 | 76       | 3rd   | クリフディメンション             | 2→3本目           |
| 第42回大会 | 75       | 2nd   | ローリングログ                   | 中腹              |

### 通算成績
| 出場数 | 2nd進出 | 3rd進出 | FINAL進出 | 最優秀成績 |
| ------ | ------- | ------- | --------- | ---------- |
| 14回   | 13回    | 9回     | 0回       | 0回        |

- 2024年 第42回大会終了時点

### 最速タイム
| 大会       | STAGE | 制限時間 | 残りタイム | クリア人数 | 平均残りタイム           |
| ---------- | ----- | -------- | ---------- | ---------- | ------------------------ |
| 第33回大会 | 1st   | 128秒    | 32.06秒    | 13人       | 14.57秒                  |
| 第34回大会 | 2nd   | 110秒    | 20.52秒    | 9人        | 11.83秒（男性8人で算出） |
| 第35回大会 | 1st   | 85秒     | 20.39秒    | 8人        | 8.10秒                   |
| 第36回大会 | 2nd   | 110秒    | 19.55秒    | 10人       | 9.91秒                   |
| 第37回大会 | 1st   | 88秒     | 20.21秒    | 10人       | 7.02秒（男性9人で算出）  |
| 第38回大会 | 1st   | 90秒     | 30.66秒    | 14人       | 10.74秒                  |

## 出演

### テレビ
- SASUKE（TBS）
- 24時間テレビ（日本テレビ）
- 嵐にしやがれ（日本テレビ）
- めざましテレビ（フジテレビ）

### インターネットテレビ
- NOGIZAKA46 10th Anniversary 乃木坂46時間TV（2022年2月22日）